# Cedyna
Cedyna（日語：株式会社セディナ）是日本三井住友金融集團旗下的一家大型信用卡公司。其前身之一的MC信用卡公司曾長期在日本的流通系信用卡公司中位居次席。2009年，OMC信用卡和中央金融（CF）、QUOQ三家公司合併為Cedyna信用卡。2011年，Cedyna成為三井住友金融集團的完全子公司。

## 外部連結
- セディナ（Cedyna）（页面存档备份，存于）